# 수칙 이씨
수칙 이씨(守則 李氏, 1746년~?)는 조선 후기의 궁녀로, 칭호는 정렬(貞烈)이다. 정조의 명령으로 정6품(수칙)으로 승격되었고, 정렬이라는 칭호가 붙었다.

## 개요
수칙 이씨는 1755년 10살에 궁녀로 들어왔다. 1760년부터 사도세자 라인으로 일하였으나, 1762년 사도세자가 뒤주에 갇혀 죽자 궁을 나가고 집에 30년 가까히 나오지 않았다. 1791년 7월 중순에 수칙 이씨에 관한 소문이 돌았다.

## 참고 자료
- [역사의 향기] '수칙 이씨(守則李氏)'의 사랑